# Moggio Udinese
Moggio Udinese (friülà Mueç) és un municipi italià, dins de la província d'Udine. L'any 2007 tenia 1.932 habitants. Limita amb els municipis d'Amaro, Arta Terme, Chiusaforte, Dogna, Hermagor-Pressegger See (Àustria), Paularo, Pontebba, Resiutta, Tolmezzo i Venzone.

## Administració
| Període | Identitat    | Partit        |
| ------- | ------------ | ------------- |
| 2004-   | Ezio De Toni | Llista cívica |

## Galeria fotogràfica

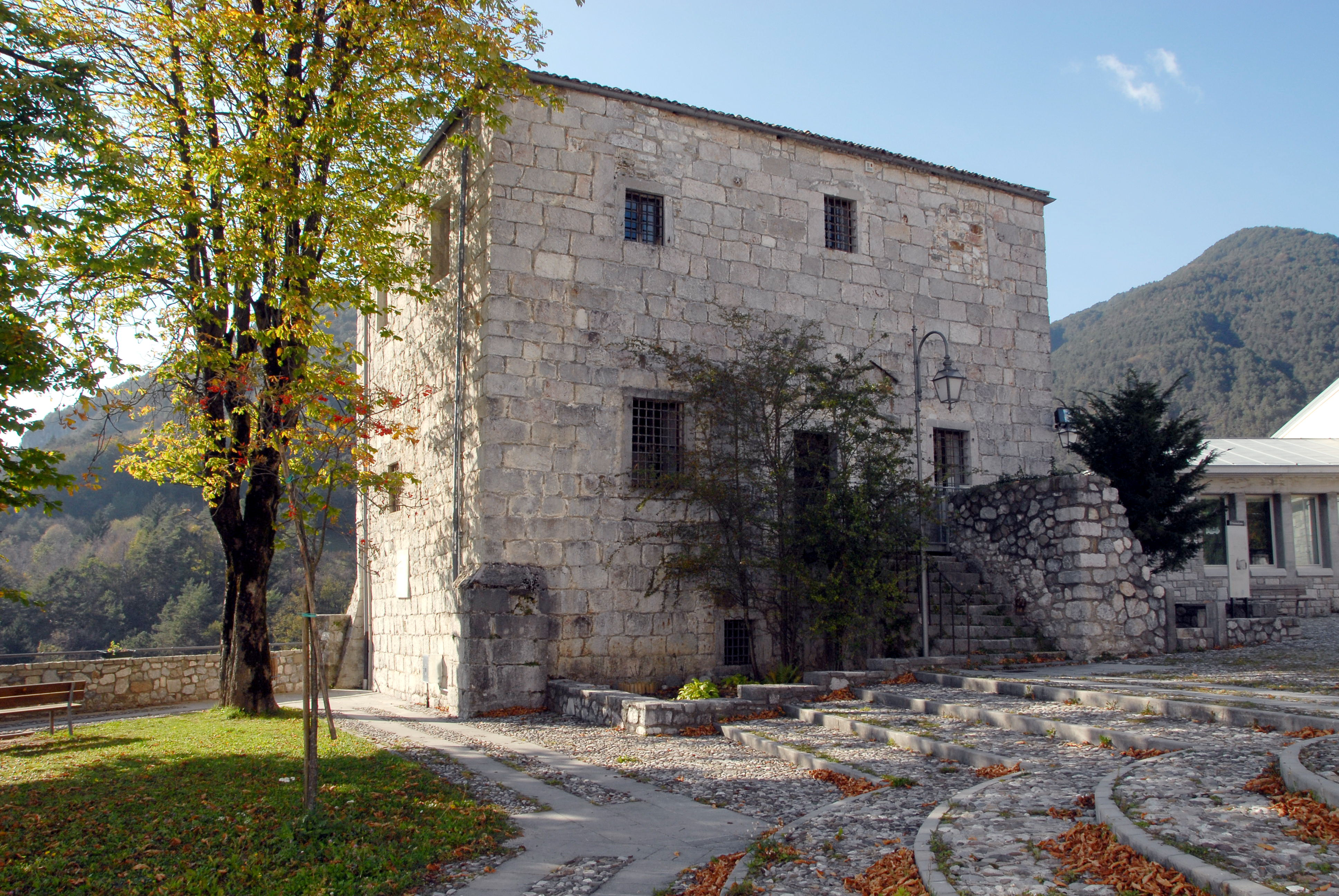
Torre medievae
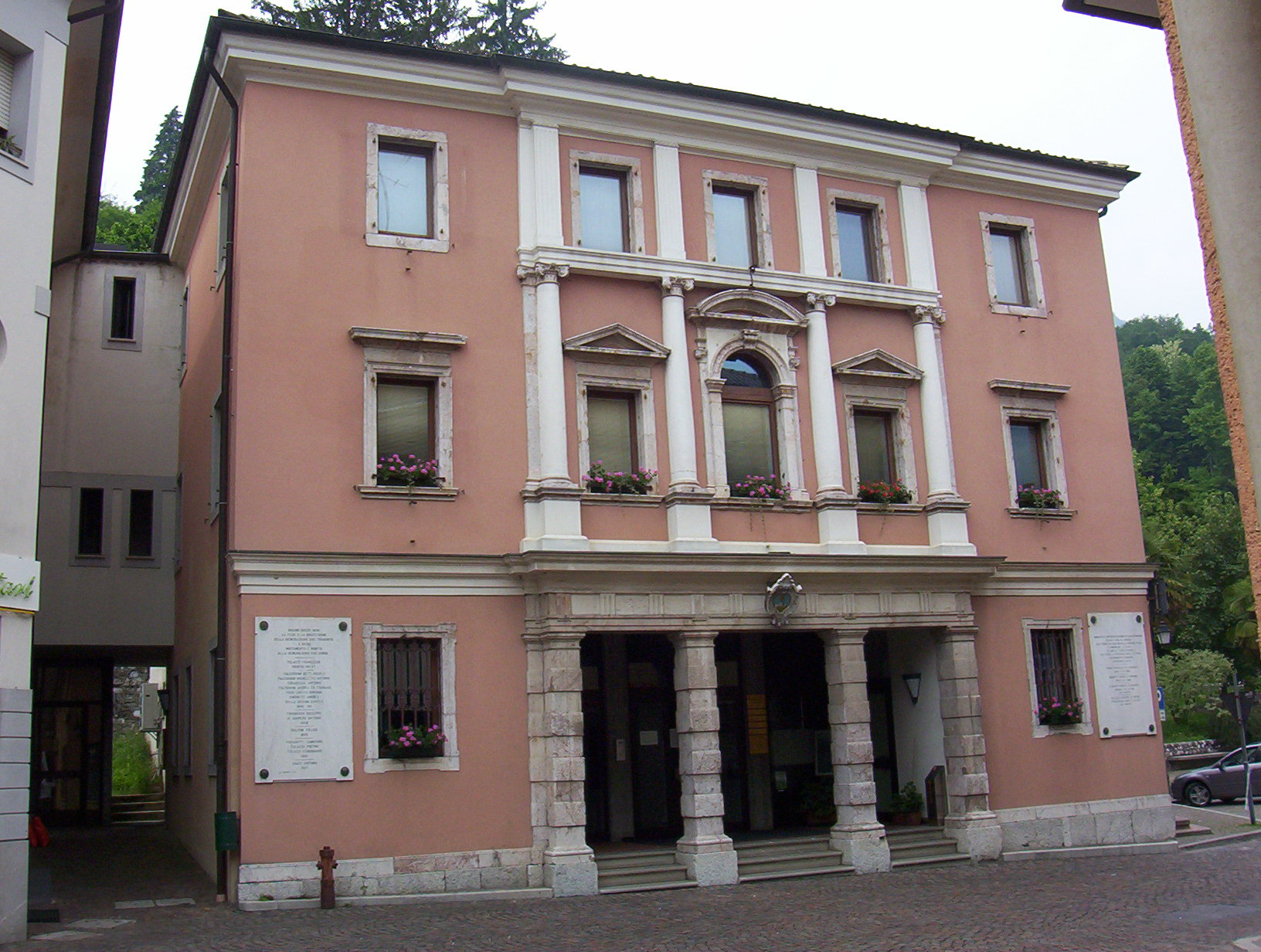
Ajuntament de Moggio
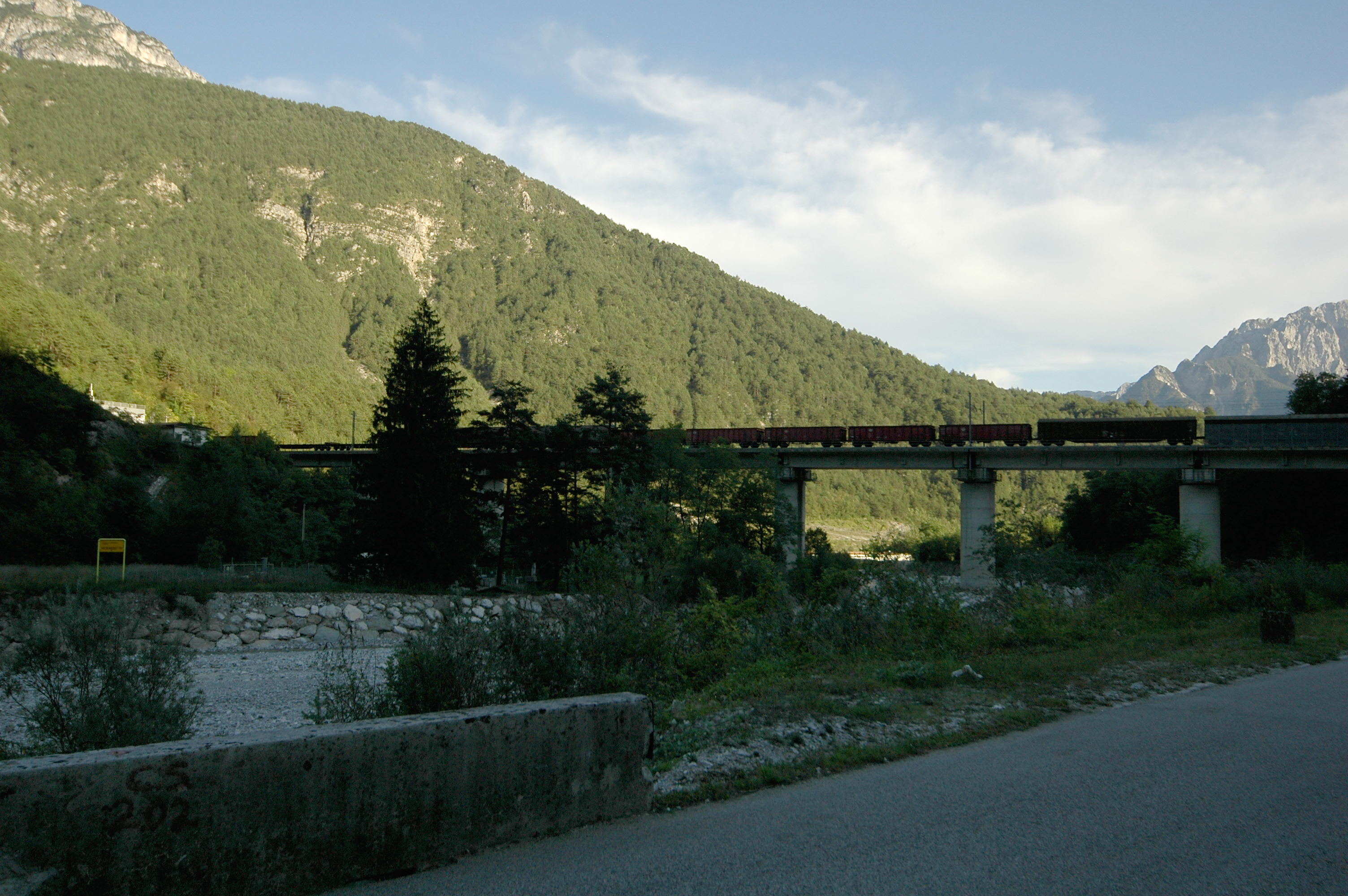
La línia ferroviària sobre el torrent Aupa